# 内治法
内治法（ないちほう）とは、中国やインドなどアジア地域の伝統医学において、製剤（中医薬、漢方薬）の内服、薬膳などの食養法による治療法を指す概念。薬浴、鍼灸、指圧などの外治法に対する概念である。

## 概説
東洋医学には証に基づく治療を意味する「弁証論治」の考え方があり、望診、聞診、問診、切診（脈診、腹診など）から導き出される「証」に基づき漢方や薬膳（内治法）、鍼灸（外治法）などの治療方針が決定される。
内治法や外治法には一定の地域性もあり、モンゴル医学の内治法では馬乳酒を利用した食餌療法に特徴がみられる。馬乳酒は高血圧、心臓病、肺結核、胃腸病、神経衰弱、水腫、リウマチなどの補佐薬として用いられる。

## 主な内治法
- 漢方薬
- 薬膳